# Borup, Køge
Borup är en ort på ön Själland i Danmark.   Den ligger i Køge kommun och Region Själland, i den östra delen av landet, 40 km sydväst om Köpenhamn. Borup ligger 44 meter över havet och antalet invånare är 4 628. Närmaste större samhälle är Ringsted, 13 km väster om Borup. Trakten runt Borup består till största delen av jordbruksmark.
Borup har en järnvägsstation på Vestbanen mellan Köpenhamn och Ringsted.